# Page (papierfabriek)
Page is een voormalige papierfabriek in Gennep, die daar gevestigd was tussen 1936 en 1999. Het was gelegen op het oudste bedrijventerrein van Gennep, De Hei. De naam PaGe is afgeleid van PApierfabriek GEnnep en bestaat nog als merknaam van Kimberly-Clark. Page had in 2005 een marktaandeel van zo'n 22 procent. Een bekend door het bedrijf gemaakt product was onder meer Popla toiletpapier.
De Nijmegenaar P.E.M. Rijssenbeek begon samen met de technicus E. Wahle de N.V. Papierfabriek Gennep in 1936 in de leegstaande loodsen van de voormalige NBDS. Tot 1963 bleef hij ook hoofddirecteur. De fabriek is gunstig gelegen, doordat het direct naast een spoorweg, het Duits Lijntje, wordt aangelegd.
Op 7 juli 1951 wordt de eerste steen gelegd van de toren die jarenlang karakteristiek deel zou uitmaken van de Gennepse horizon. Zes jaar later brandt de gehele Page af. In 1961 biedt de fabriek ter gelegenheid van het 25-jarig jubileum twee tennisbanen aan aan de Gemeente Gennep. Bij het 50-jarig jubileum verschijnt er een speciaal boek. In datzelfde jaar is er een grote brand in de papieropslag.
Hoewel de fabriek 100%-gerecycled papier gebruikt, wordt met het dumpen van papierpulp in wijde omgeving en lozingen op het riviertje de Niers een behoorlijke aanslag gedaan op het milieu. Door het toenemend bewustzijn van de milieuvervuiling zoekt de fabriek naar andere oplossingen.
Na verschillende fusies door de jaren heen fuseerde Scott Page in januari 1996 met het Amerikaanse bedrijf Kimberly-Clark. Dat zou het einde van de fabriek gaan betekenen.
Tussen 1986 en 1996 daalde het aantal personeelsleden van 600 naar 170. In een poging de sluiting van de fabriek te voorkomen heeft de directie gepoogd de fabriek van Kimberly-Clark over te kopen. De merknaam Page zou dan niet meer door de fabriek geproduceerd mogen worden. De overnameprijs was echter te hoog en een sluiting was onvermijdelijk. In 1999 sloot de fabriek haar poorten.
Terwijl de sloop in volle gang was werd op 13 december 2000 de gezichtsbepalende toren opgeblazen. Een ander gebouw, de watertoren, was als monument aangemerkt en zou blijven staan als herinnering aan zijn voormalige functie, stoomlocomotieven voorzien van water. Uiteindelijk is besloten dat ook dit gebouw niet kon blijven staan.
Op het voormalige fabrieksterrein zijn nu woningen gebouwd in de stijl van circa 1900. Het Pagepark omvat inmiddels zo’n 320 woningen.